# オリヴァー・リトルトン (初代シャンドス子爵)

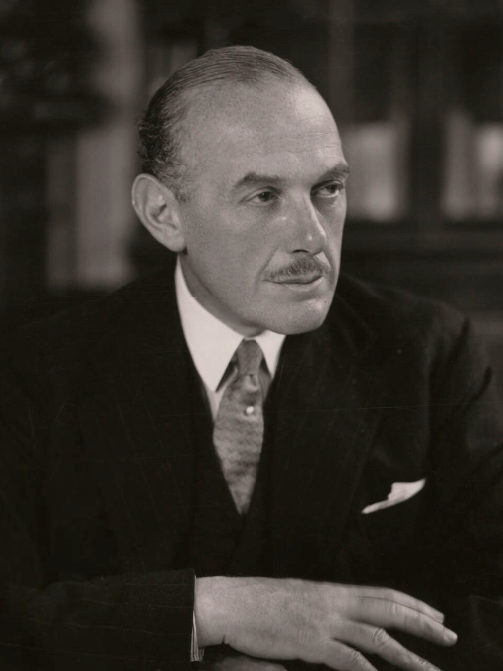
オリヴァー・リトルトン

初代シャンドス子爵オリヴァー・リトルトン（英: Oliver Lyttelton, 1st Viscount Chandos, KG, DSO, MC, PC、1893年3月15日 - 1972年1月21日）は、イギリスの政治家、貴族。

## 経歴
1893年3月15日、第4代リトルトン男爵ジョージ・リトルトンの八男アルフレッド・リトルトンとその妻エディス・ソフィア(旧姓バルフォア)の間の息子として生まれた。
イートン校を経てケンブリッジ大学トリニティ・カレッジへ進学。グレナディアガーズの大尉として第一次世界大戦に従軍した。
1940年からシャンドス子爵に叙されて貴族院議員に転じる1954年までアルダーショット選挙区から選出されて保守党の庶民院議員を務めた。1940年には枢密顧問官に列するとともに第1次チャーチル内閣の通商庁長官に就任した。1941年7月から1942年2月には中東担当大臣(Minister of State in the Middle East)に転じ、1942年から1945年にかけては生産大臣、1945年5月から7月にかけては通商庁長官に復帰した。
1951年10月に第3次チャーチル内閣が成立すると植民地大臣に就任し、1954年7月まで務めた。
1954年9月9日に連合王国貴族シャンドス子爵に叙せられ、貴族院議員に列した。
1972年1月21日に死去した。78歳没。シャンドス子爵位は息子のアンソニー・アルフレッド・リトルトンが継承した。

## 栄典

### 爵位
1954年9月9日に以下の爵位を新規に叙された。
- サウサンプトン州におけるアルダーショットの初代シャンドス子爵 (Viscount Chandos, of Aldershot in the County of Southampton)
(勅許状による連合王国貴族爵位)

### 勲章
- 1916年、殊功勲章(DSO)[1][2]
- 1918年、軍事十字章（英語版）(MC)[1][2]
- 1970年、ガーター勲章ナイト(KG)[1][2]

## 家族
1920年1月30日に第10代リーズ公爵ジョージ・オズボーン(1893-1972)の娘モイラ・ゴドルフィン・オズボーン(Moira Godolphin Osborne, 1892-1976)と結婚。彼女との間に以下の4子を儲けた。
- 第1子(長男)アンソニー・アルフレッド・リトルトン（英語版） (Antony Alfred Lyttelton, 1920-1980) - 第2代シャンドス子爵を継承
- 第2子(長女)ローズマリー・リトルトン (Rosemary Lyttelton, 1922-2003) - 第3代チャップリン子爵アーサー・チャップリン（英語版）と結婚
- 第3子(次男)ジュリアン・リトルトン (Julian Lyttelton, 1923-1944) - 第二次世界大戦で戦死
- 第4子(三男)ニコラス・エイドリアン・オリヴァー・リトルトン(Nicholas Adrian Oliver Lyttelton, 1937-)